# Mezinárodní den boje proti korupci

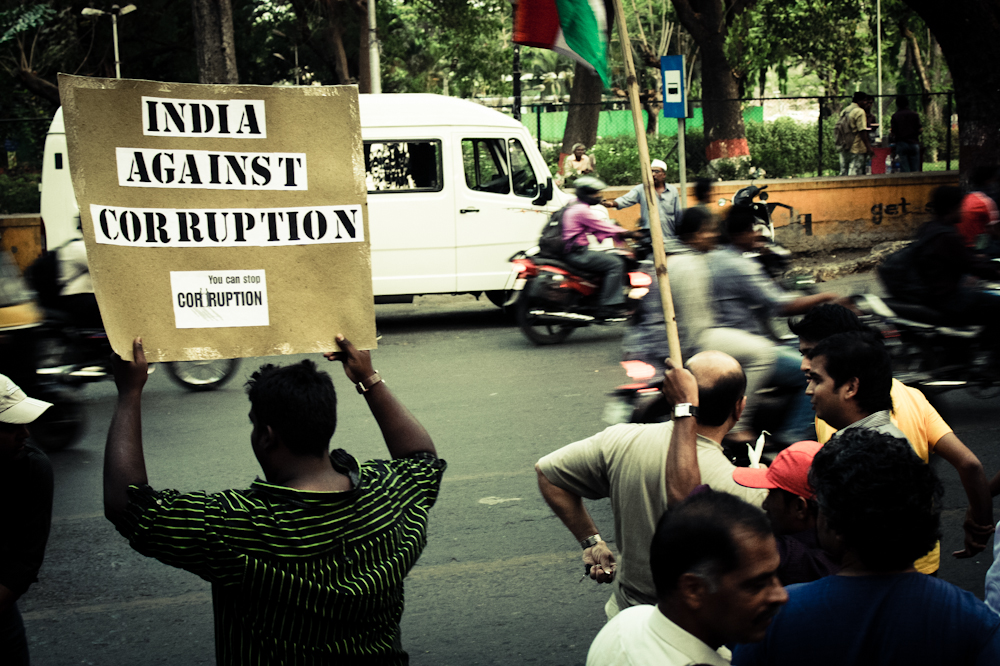
Mezinárodní den boje proti korupci

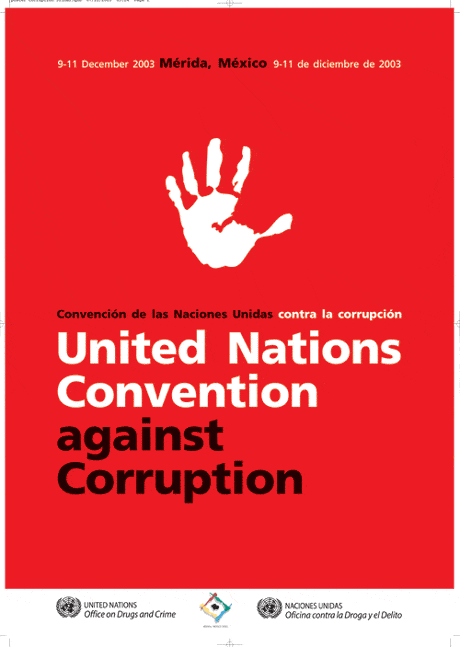
Úmluva Organizace spojených národů proti korupci

Mezinárodní den boje proti korupci je každoroční událost, která se koná 9. prosince a to od roku 2003. 31. října tohoto roku byla slavnostně otevřena k podpisu Úmluva spojených národů proti korupci.

## Pozadí
Státy, smluvní strany této Úmluvy, znepokojeny závažností problémů a hrozeb, které korupce představuje pro stabilitu a bezpečnost společnosti tím, že podrývá instituce a hodnoty demokracie, etické hodnoty a spravedlnost a zároveň ohrožuje udržitelný rozvoj a zákonnost

## Kampaně "Your NO Counts"
Kampaň vedená pod názvem "Your NO Counts" je mezinárodní kampaní utvořenou Rozvojovým programem Spojených národů a Výborem Spojených národů k Drogám a kriminalitě k lepší prezentaci Mezinárodního dne boje proti korupci (9. prosinec) a k zvýšení informovanosti o korupci a o tom, jak proti ní účinně bojovat.